# NIAGARA SONG BOOK
『NIAGARA SONG BOOK』（ナイアガラ・ソング・ブック）は、1982年6月1日に発売されたNIAGARA FALL OF SOUND ORCHESTRAL名義による大滝詠一通算4作目のインストゥルメンタル・アルバム。

## 解説
井上鑑がストリングス・アレンジを担当したオーケストラによるインストゥルメンタル・アルバム。『A LONG VACATION』、『NIAGARA TRIANGLE Vol.2』から選曲され、「青空のように」と「夢で逢えたら」も収録されている。アルバム・ジャケットのイラストは永井博が担当した。
大瀧は、松田聖子に提供した「風立ちぬ」で井上にストリングスアレンジを担当してもらい、「白い港」でのアレンジに感動したことから、ホリーリッジ・ストリングスがビーチ・ボーイズの楽曲をオーケストラ・アレンジで演奏したアルバム『ビーチ・ボーイズ・ソングブック』にヒントを得て制作したと語っている。また、『多羅尾伴内楽團』の売り上げが芳しくなかったことへの「オトシマエ・シリーズ」と述べている。
ナイアガラ・レコードが50周年を迎えた2025年、アニバーサリー・アイテムの第1弾として、『NIAGARA SONG BOOK』と1984年の『NIAGARA SONG BOOK 2』の2作品のカップリングを含む『Complete NIAGARA SONG BOOK』が、CD3枚組にてリリースされた。

## 収録曲
- 作曲：大瀧詠一、編曲：井上鑑

### SIDE ONE
1. オリーブの午后  –  (3'24")
2. Summer Breeze  –  (3'01")
「Velvet Motel」と同一楽曲。アン・ルイスに提供予定時のタイトルで収録。
3. 恋するカレン  –  (4'11")
4. Water Color  –  (4'13")
5. カナリア諸島にて  –  (3'29")

### SIDE TWO
1. 雨のウェンズデイ  –  (4'45")
2. 青空のように  –  (3'17")
3. FUN×4  –  (3'04")
4. 君は天然色  –  (4'14")
5. 夢で逢えたら  –  (2'16")

## クレジット
- Arranged by Akira Inoue
- Produced by Eiichi Ohtaki
- Illustration：Hiroshi Nagai
- Design：Eye-Some Design (G.M. + Mr.Ice)

## 35DH 12

### 解説
発売から約半年後の11月21日にCDとしてもリリースされた。初回プレスのみ盤の表面がゴールドになっている。セカンド・プレスからは表面がシルバーとなり、プレス時期によりアーティスト番号入りのものがある。

### 収録曲
- 作曲：大瀧詠一、編曲：井上鑑

1. オリーブの午后  –  (3'26")
2. Summer Breeze  –  (3'03")
3. 恋するカレン  –  (4'17")
4. Water Color – (4'15")
5. カナリア諸島にて  –  (3'31")
6. 雨のウェンズデイ  –  (4'47")
7. 青空のように  –  (3'18")
8. FUN×4  –  (3'05")
9. 君は天然色  –  (4'16")
10. 夢で逢えたら  –  (2'17")

### クレジット
- Arranged by Akira Inoue
- Produced by Eiichi Ohtaki
- Illustration：Hiroshi Nagai
- Design：Eye-Some Design (G.M. + Mr.Ice)

## 30th Edition

### 解説
2013年3月21日に、ボーナス・トラック2曲を加え、新たにリマスタリングにて発売された。初回盤は三方背ケースによる限定仕様。なお、同年12月30日に大瀧詠一が死去したため、本作が大瀧の存命中に発売された最後のナイアガラ・レーベル作品となった。

### 収録曲
- 作曲：大瀧詠一、編曲：井上鑑

1. オリーブの午后  –  (3'26")
2. Summer Breeze  –  (3'01")
3. 恋するカレン  –  (4'12")
4. Water Color  –  (4'15")
5. カナリア諸島にて  –  (3'30")
6. 雨のウェンズデイ  –  (4'46")
7. 青空のように  –  (3'18")
8. FUN×4  –  (3'04")
9. 君は天然色  –  (4'15")
10. 幸せな結末  –  (3'15") (Bonus Track)
11. 恋するふたり  –  (4'40") (Bonus Track)
12. 夢で逢えたら  –  (2'15")

### クレジット
| All songs written by Eiichi Ohtaki |
| Arranger : Akira Inoue             |
| Producer : EIICHI OHTAKI           |
| ENGINEER : TAMOTSU YOSHIDA         |
|                                    |
| Remastered on Dec. 2012            |
| Engineer : Tetsuya Naitoh          |

## 映像作品

### 解説
本作品は、Keg・onプロジェクトとしてイメージビデオがレーザーディスク、ベータビデオ、VHSビデオ、DVDで発売されている。ジャケットには写真が使用されている。
- レーザーディスク：1983年6月21日発売、パイオニア ME110-15CS
- ベータビデオ：1983年6月22日発売、CBS/SONY 68QM-34
- VHSビデオ：1983年6月21日発売、CBS/SONY 68ZM-34
- DVD：1999年11月20日発売、Sony Music Records SRBL 8001 (NGDVD-1-TB)

### 映像版収録曲
- 作曲：大瀧詠一、編曲：井上鑑、ミックス：吉田保

1. オリーブの午后  –  (3'24")
2. Summer Breeze  –  (3'01")
3. カナリア諸島にて  –  (3'29")
4. Water Color  –  (4'13")
5. 青空のように  –  (3'17")
6. FUN×4  –  (3'04")
7. 雨のウエンズデイ  –  (4'45")
8. 君は天然色  –  (4'14")
9. 夢で逢えたら  –  (2'16")
10. 恋するカレン  –  (4'11")
11. オリーブの午后  –  (3'24")

### クレジット
- Arranged by Akira Inoue
- Produced by Eiichi Ohtaki
- Mixed by Tamotsu Yoshida
- Photography：Takahiko Sakurai
- Design：Eye-Some Design (G.M. + Mr.Ice)

## 書籍
1982年7月10日に、本作品収録曲の楽譜・歌詞（「Summer Breeze」「夢で逢えたら」以外は松本隆作詞）・永井によるイラストで構成される、LPレコードサイズの書籍が小学館から出版されている。

## リリース履歴
| #  | 発売日         | リリース                         | 規格                   | 品番                        | 備考 |
| -- | -------------- | -------------------------------- | ---------------------- | --------------------------- | --- |
| 1  | 1982年3月21日  | NIAGARA ⁄ CBS/SONY               | LP                     | 20AH 1444 (NGLP-536,537-TB) | 帯の代わりにステッカーが貼られる。 |
| 2  | 1982年3月21日  | NIAGARA ⁄ CBS/SONY               | CT                     | 20KH 1172                   | |
| 3  | 1982年10月1日  | NIAGARA ⁄ CBS/SONY               | CD                     | 35DH 12 (NGCD-9-TB)         | 初回プレスのみ盤の表面がゴールドになっている。セカンド・プレスからは表面がシルバーとなり、プレス時期によりアーティスト番号入りのものがある。 |
| 4  | 1989年6月1日   | NIAGARA ⁄ CBS/SONY               | CD                     | 27DH 5302 (NGCD-3-TB)       | 1989年リマスター。「1989 RE-MASTER」のステッカーが貼られる。「夢で逢えたら」が20秒ほど長いバージョンに差し替っている。 |
| 5  | 1989年6月1日   | NIAGARA ⁄ CBS/SONY               | CT                     | 27KH 5302 (NGCA-3-TB)       | 1989年リマスター。 |
| 6  | 1991年3月21日  | NIAGARA ⁄ CBS/SONY               | CD                     | CSCL 1663 (NGCD-3-TB)       | CD選書シリーズの一枚。オリジナルの内容に戻る。 |
| 7  | 1997年10月22日 | NIAGARA ⁄ Sony Music Records     | MD                     | SRYL 7322 (NGMD-3-TB)       | MD選書シリーズの一枚。全10曲。 |
| 8  | 2013年3月21日  | NIAGARA ⁄ Sony Music Records     | CD                     | SRCL 8004                   | - 『NIAGARA SONG BOOK 30th Edition』 - ボーナス・トラック2曲収録。 |
| 9  | 2015年3月21日  | NIAGARA ⁄ Sony Music Records     | CD                     | SRCL 8703                   | 『NIAGARA CD BOOK II』(12CD:SRCL 8700〜11)の中の一枚。30周年盤とは異なるオリジナル・フォーマットでのCD化。最新リマスター音源使用。 |
| 10 | 2022年3月21日  | NIAGARA ⁄ Sony Music Labels Inc. | デジタル・ダウンロード | -                           | - 『NIAGARA SONG BOOK 40th Anniversary Edition』 - 通常音質（全11曲：AAC 128/320kbps） |
| 10 | 2022年3月21日  | NIAGARA ⁄ Sony Music Labels Inc. | デジタル・ダウンロード | -                           | - 『NIAGARA SONG BOOK 40th Anniversary Edition』 - ロスレス（全11曲：FLAC 44.1kHz/16bit） |
| 11 | 2025年3月21日  | NIAGARA ⁄ Sony Music Labels Inc. | 3CD                    | SRCL 13110~2                | - 『Complete NIAGARA SONG BOOK』 - 『NIAGARA SONG BOOK 1』と『NIAGARA SONG BOOK 2』の2作品をカップリングしたディスクに加え、未発表音源をメインに構成された新作『NIAGARA SONG BOOK 3』と、未発表音源や大滝のラジオトークを収録したスペシャル・ディスク『NIAGARA SONG BOOK RARITIES』をセットにしたCD3枚組。 |
| 11 | 2025年3月21日  | NIAGARA ⁄ Sony Music Labels Inc. | デジタル・ダウンロード | -                           | - 『Complete NIAGARA SONG BOOK』 - 通常音質（全30曲：AAC 128/320kbps） |
| 11 | 2025年3月21日  | NIAGARA ⁄ Sony Music Labels Inc. | デジタル・ダウンロード | -                           | - 『Complete NIAGARA SONG BOOK』 - ロスレス（全30曲：FLAC 44.1kHz/16bit） |